# Замок принца в Гаване
Замок принца в Гаване (Кастильо-дель-Принсипи, исп. Castillo del Príncipe) — форт, расположенный в Лома-де-Аростеги, в Гаване, Куба. В 1982 году форт был внесён в Список всемирного наследия ЮНЕСКО вместе с другими историческими объектами Старой Гаваны из-за важности города в завоевании европейцами Нового Света, его укреплений и уникальной архитектуры. Кастильо-дель-Принсипи — важный памятник кубинской архитектуры.

## История
Причиной для начала строительства форта в Гаване послужила крайняя уязвимость города перед теми же британцами, уже совершавших осаду Кубы. Своим названием обязан Карлу Бурбону, принцу Астурийскому, наследнику в 1767 — наследнику испанского престола. План крепости сделал Сильвестр Абарки (тот самый, который построил крепость Сан-Карлос-де-ла-Кабанья). Работы начались в 1767 году и завершились в 1779 году, хотя с 1771 года место уже было укреплено, а остальные работы военного комплекса были закончены. Землю для строительства подарил её владелец Агустин де Сотолонго. Укрепление использовалось по-разному, в том числе в качестве тюрьмы, функцию которой оно выполняло с колониальных времен до кубинской революции 1959 года. С 1970-х Кастильо-дель-Принсипи используется исключительно как место для военных церемоний.

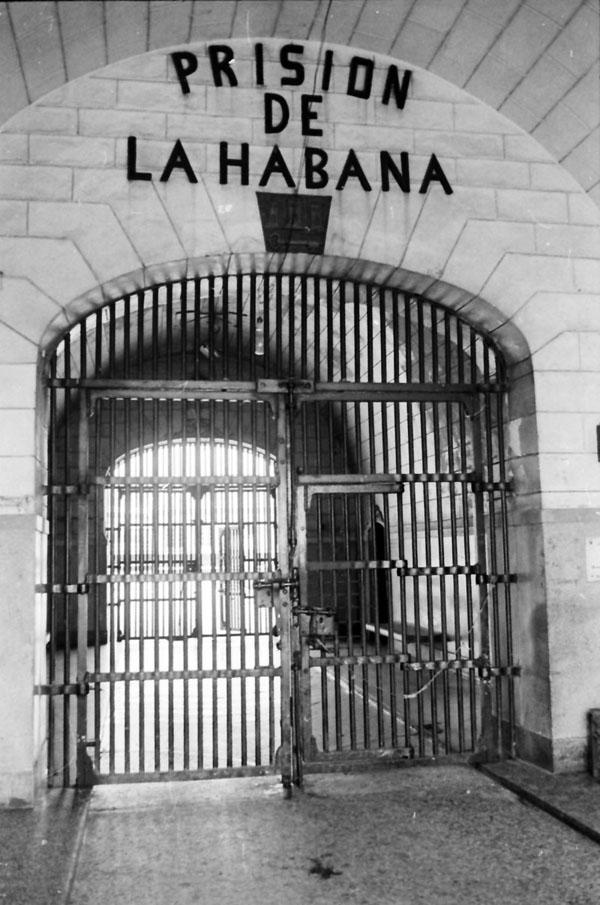
Долгое время форт был тюрьмой для революционеров. На фото — главный вход тюрьмы Кастильо-дель-Принсипе.

## Структура
Замок имеет форму неправильного пятиугольника и имеет два бастиона, два полубастиона и редан (V-образный выступ), а также глубокие траншеи, шахтные галереи, склады, офисы, цистерну с водой и жилую площадь, достаточно большую, чтоб разместить гарнизон в 1000 солдат. Оборонительная артиллерия форта имела 60 пушек разного калибра. Также есть система туннелей, построенных из красного кирпича, которые позволяют сообщаться со всеми аванпостами и наиболее удаленными позициями замка. Положение Кастильо-дель-Принсипи позволяло с Марсова поля видеть широкий вид на город, вплоть до остатков старой городской стены. Также внутри расположен 3,5-метровый памятник Хосе Мигелю Гомесу, открытый в 1936.
Крепость закрыта для посетителей и считается исключительно военно-церемониальным объектом. Деревья, посаженные после закрытия тюрьмы, почти полностью скрывают форт от посторонних глаз.